# T Bone Burnett
T Bone Burnett, pseudonimo di Joseph Henry Burnett (St. Louis, 14 gennaio 1948), è un cantautore e produttore discografico statunitense, vincitore di un premio Oscar per il brano The Weary Kind, composto con Ryan Bingham ed inserito nella colonna sonora del film del 2009 Crazy Heart. Vive e lavora a Los Angeles.

## Biografia
Cresciuto a Fort Worth in Texas, già dagli inizi della sua carriera Burnett ha alternato l'attività di musicista e cantautore a quella di produttore; poi a partire dal 1992 si è preso una lunga pausa dalle scene, decidendo di dedicarsi principalmente alla produzione e alle colonne sonore.
Nel 2006 ha pubblicato in contemporanea il suo primo album di canzoni inedite dopo 14 anni (The True False Identity), nonché una raccolta (Twenty Twenty - The Essential T Bone Burnett) delle sue 40 più belle canzoni.
Nella sua carriera ha prodotto album di artisti come  Elvis Costello, Tony Bennett e k.d. lang, Natalie Merchant, Cassandra Wilson, Robert Plant, Alison Krauss e Bono degli U2.
Ha inoltre curato le musiche di diversi film fra cui Walk the Line e Crazy Heart, vincendo un Grammy award per la colonna sonora di Fratello, dove sei? e ottenendo il premio BAFTA e la nomination all'Oscar per il suo contributo alla colonna sonora di Ritorno a Cold Mountain.
Negli anni settanta ha collaborato con il cantautore Bob Dylan nella Rolling Thunder Revue, i cui concerti dell'autunno 1975 furono ripresi per poi essere inseriti nel film del 1978, scritto e diretto dallo stesso Dylan, Renaldo and Clara.
Al termine del tour formò il gruppo The Alpha Band.
Nel 2001 co-produce l'album Motherland della cantautrice Natalie Merchant.
Tra i suoi numerosi progetti, rientra anche a sorpresa l'album di Elton John e Leon Russell, The Union, uscita nell'ottobre 2010, che comprende prestigiose collaborazioni, come Neil Young e Brian Wilson.
Insieme a James Newton Howard, nel 2012 produce la colonna sonora del film Hunger Games. T Bone Burnett ha composto anche le musiche della serie True Detective ideata da Nic Pizzolatto per HBO. La serie, con protagonisti Matthew McConaughey e Woody Harrelson, è composta da otto episodi diretti da Cary Fukunaga, in onda su HBO dal 12 gennaio 2014. Il brano della sigla iniziale è Far From Any Road del gruppo The Handsome Family, mentre il resto delle musiche è stato scelto da T Bone Burnett.
Nel 2016 produce l'album Black Cat di Zucchero Fornaciari.
Nel gennaio del 2025 esce il nuovo album di Ringo Starr, Look Up, un disco interamente country. Burnett ne ha scritto tutti i brani e vi suona la chitarra.

## Discografia

### Album
- The B-52 Band & the Fabulous Skylarks (come J. Henry Burnett), 1972
- The Alpha Band (Alpha Band), 1977
- Spark In The Dark (Alpha Band), 1977
- Statue Makers Of Hollywood (Alpha Band), 1978
- Truth Decay, 1980
- Trap Door (EP), 1982
- Proof Through the Night, 1983 - Fotografia di Frank Gargani
- Behind the Trap Door (EP), 1984
- T-Bone Burnett, 1986
- The Talking Animals, 1987
- The Criminal Under My Own Hat, 1992
- The True False Identity, 2006
- Twenty Twenty - The Essential T Bone Burnett, 2006
- Tooth Of Crime, 2008
- Hunger Games, 2012
- The Other Side, 2024

### Compilazioni
Ha contribuito alle seguenti compilation:
- Where the Pyramid Meets the Eye - Tribute to Roky Erickson con la canzone "Nothing In Return"  - 1990
- Until the End of the World (colonna sonora del film omonimo) con la canzone "Humans from Earth" - 1991